# Diverticulită
Diverticulita, în special boala diverticulară a colonului, este o boală gastrointestinală caracterizată prin inflamația anormală a unor punguțe numite diverticuli, care se pot dezvolta în peretele intestinului gros. Simptomele includ de obicei dureri la nivelul cadranului abdominal inferior cu debut brusc, dar debutul se poate produce și după câteva zile. Durerile pot fi însoțite de greață, diaree sau constipație. Febra sau scaunele cu sânge sugerează o complicație. Pot exista episoade repetate.
Cauzele diverticulitei sunt incerte. Printre factorii de risc se numără obezitatea, lipsa de mișcare, fumatul, antecedentele heredo-colaterale ale bolii și utilizarea de antiinflamatoare nesteroidiene (AINS). Rolul unei diete sărace în fibre ca factor de risc este neclar. Prezența de punguțe neinflamate în intestinul gros este cunoscută sub numele de diverticuloză. Inflamația apare între 10% și 25% din cazuri la un moment dat și este rezultatul unei infecții bacteriene. Diagnosticul este determinat de obicei prin scanare CT, deși analizele de sânge, colonoscopia sau un examen radiografic al tractului digestiv inferior pot fi, de asemenea, utile. Diagnosticele diferențiale includ sindromul de intestin iritabil.
Printre măsurile preventive se numără modificarea factorilor de risc, cum ar fi obezitatea, lipsa de mișcare și fumatul. Mesalazina și rifaximina par utile în prevenirea episoadelor la persoanele care prezintă diverticuloză. Evitarea fructelor în coajă lemnoasă și a semințelor ca măsură preventivă nu mai este recomandată, deoarece nu există dovezi că acestea joacă un rol în inițierea inflamației la nivelul diverticulilor. Pentru diverticulita ușoară, se recomandă antibiotice administrate pe cale orală și o dietă lichidă. Pentru cazurile severe, se pot recomanda antibiotice administrate intravenos, spitalizare și repaus digestiv complet. Valoarea probioticelor este neclară. Complicațiile precum formarea abceselor, formarea fistulelor și perforarea colonului pot necesita intervenție chirurgicală.
Boala este des întâlnită în lumea occidentală și mai puțin frecventă în Africa și Asia. În lumea occidentală, aproximativ 35% dintre oameni prezintă diverticuloză, în timp ce aceasta afectează mai puțin de 1% din populația rurală din Africa și 4 până la 15% dintre aceștia pot dezvolta diverticulită. În America de Nord și Europa, durerea abdominală este de obicei resimțită în cadranul abdominal inferior stâng (colonul sigmoid), în timp ce în Asia este de obicei în partea dreaptă (colonul ascendent). Boala devine mai frecventă odată cu înaintarea în vârstă, fiind deosebit de des întâlnită la persoanele cu vârste peste 50 de ani. De asemenea, a devenit mai frecventă în toate părțile lumii. În 2003, în Europa, a avut ca rezultat aproximativ 13.000 de decese. Este cea mai frecventă boală anatomică a colonului. Costurile asociate cu boala diverticulară au fost de aproximativ 2,4 miliarde dolari americani pe an în Statele Unite în 2013.